# 沖縄電気
沖縄電気（おきなわでんき）は、戦前の沖縄県那覇市を中心とした地域に電気を供給していた電力会社である。同社が運営していた路面電車についてもここで述べる。

## 電力事業
大阪の才賀電機商会（才賀藤吉社長）が全国展開の一環として沖縄県への進出を目論み、1908年（明治41年）に沖縄出張所を開設した。その2年後の1910年（明治43年）1月には電力供給事業が許可され、同年4月に沖縄電気を設立、同年12月には那覇市内に発電所が完成し、那覇や首里および島尻郡に電気を供給した。
大正時代に入ると、過大な事業拡大で資金難に陥った才賀電機商会の経営が破綻。全国の系列会社は整理統合され、沖縄電気も才賀藤吉が社長職を辞し、日本興業の管理下に入った。その後、1916年（大正5年）に鹿児島県出身者による運営体制へと移行するが、1927年（昭和2年）には東京資本による運営体制に移行（実態は「乗っ取り」）した。しかし、施設の老朽化で維持費がかさむようになると東京資本が撤退して1939年（昭和14年）に球磨川水電の系列に入り、さらに1943年（昭和18年）には戦時の配電統制で九州配電沖縄支店となったが、太平洋戦争末期の1944年（昭和19年）にはアメリカ軍の攻撃で発電機能を停止した。

## 軌道事業

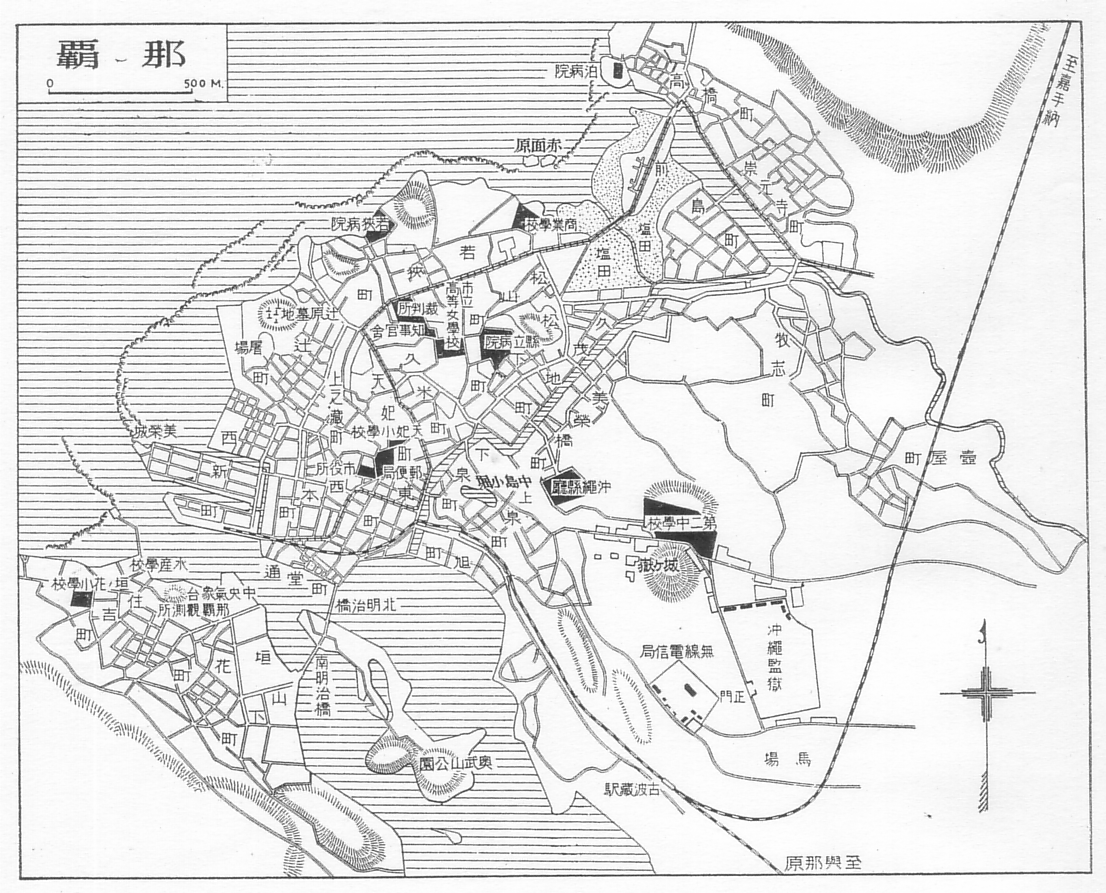
1930年（昭和5年）頃の那覇市地図。市内の路面電車と、市街地や丘陵を大きく迂回する沖縄県営鉄道が図示されている。

才賀電機商会は沖縄本島での電力供給事業とともに、那覇と首里を結ぶ電気軌道の起業も計画し、1910年3月に通堂 - 大門前 - 首里 - 真和志間の軌道敷設の許可が下りた。電力会社が電鉄を兼業するのは当時の一般的なビジネスモデルで、大口の供給先を確保するとともに一般世帯への宣伝効果も狙っていた。
沖縄電気の場合は子会社方式で路面電車を運営することとし、1911年（明治44年）5月に沖縄電気軌道を設立、翌1912年（大正元年）9月に工事施行の認可を受けて着工する。着工直後に才賀電機商会の経営が破綻したものの、沖縄電気とともに日本興業の管理下に入って工事は続行され、1914年（大正3年）5月にまず大門前 - 首里間（5.7 km）が開業した。なお、開業前の試運転期間中には脱線事故やポール脱落事故などを引き起こしており、前評判はかなり悪かったようである。また、首里 - 真和志1間は建設されずじまいだった。
開業直後こそ物珍しさから混雑したものの、当時の沖縄本島民にとって那覇 - 首里間は徒歩移動の範囲内という認識があったためか輸送人員はすぐに落ち込み、開業1年目は1日あたりの輸送人員が当初見込みの4分の1（約1,000人）にとどまった。さらに建設費などの債務も加わり、沖縄電気軌道はすぐに経営難に陥ってしまった。
このため、沖縄電気は軌道事業を直営化するとともに、通堂方面へ早期に延伸して経営再建を図ることを計画。1915年（大正4年）12月に沖縄電気軌道を買収し、沖縄電気軌道部による運営に移行した。その後、1917年（大正6年）9月に大門前 - 通堂間（1.2 km）が開業した。
大門前 - 首里間の開業2年目からは当初見込み並みの輸送人員を確保し、沖縄電気の直営化後は比較的安定した経営を続けていたが、1929年（昭和4年）1月に並行するバス路線が開設されると輸送人員は急速に減少。1931年（昭和6年）には車両を増備して増発を行うなど積極的な対抗策がとられたものの減少に歯止めがかからず、1932年（昭和7年）に軌道事業からの撤退を決定。翌1933年（昭和8年）3月に全線の休止が許可され、同年3月16日に西武門 - 通堂間が休止、続いて同年3月20日には残る西武門 - 首里間も休止となり、同年8月12日に全線が正式に廃止された。

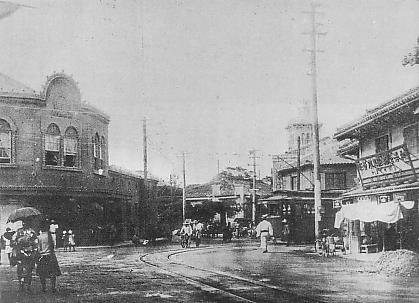
見世の前付近
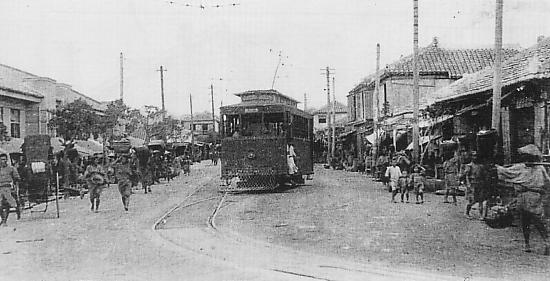
市場付近
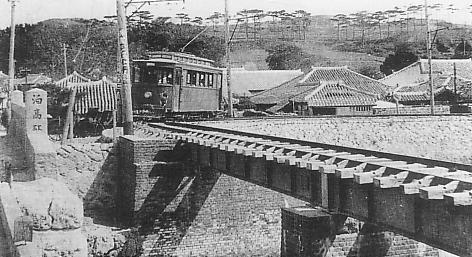
泊高矼付近

### 路線データ
- 路線距離：通堂 - 首里 6.9 km
- 軌間：1,067 mm
- 駅数：20（起終点駅含む）
- 電化区間：全線（直流500 V）

### 運行形態
全線の所要時間は約32分、運転間隔は日中9 - 18分だった。大門前 - 首里間の開業当初は36分間隔だったが、利用者が比較的多かった大門前 - 崇元寺間では区間運転便も設定して運転間隔を詰めていた。

### 年表
- 1911年（明治44年）5月27日：沖縄電気軌道が設立される。
- 1914年（大正3年）5月3日：大門前 - 首里間が開業する。
- 1915年（大正4年）12月1日：沖縄電気軌道の軌道事業が沖縄電気に譲渡される。
- 1917年（大正6年）9月11日：通堂 - 大門前間が開業し、全線が開業する。
- 1933年（昭和8年）
  - 3月16日：通堂 - 西武門間が営業を休止する。
  - 3月20日：西武門 - 首里間が営業を休止する。
  - 8月12日：全線が廃止される。

### 駅一覧
通堂（とんどう） - 渡地前（わたんじまえ） - 見世の前（みせのまえ） - 郵便局前（ゆうびんきょくまえ） - 市場（いちば） - 松田矼（まつだばし） - 大門前（うふじょうのまえ） - 久米（くめ） - 西武門（にしんじょう） - 裁判所前（さいばんしょまえ） - 若狭町（わかさまち） - 潟原（かたばる） - 兼久（かねく） - 泊高橋（とまりたかはし） - 泊前道（とまりまえみち） - 崇元寺（そうげんじ） - 女学校前（じょがっこうまえ） - 坂下（さかした） - 観音堂（かんのんどう） - 首里（しゅり）

### 接続路線
- 女学校前駅：沖縄県営鉄道嘉手納線（安里駅）

### 輸送・収支実績
| 年度 | 輸送人員（人） | 営業収入（円） | 営業費（円） | 営業益金（円） | その他益金（円） | その他損金（円）    | 支払利子（円） | 客車 |
| ---- | -------------- | -------------- | ------------ | -------------- | ---------------- | ------------------- | -------------- | ---- |
| 1914 | 834,928        | 35,590         | 40,480       | ▲ 4,890        | 利子2,963        |                     | 7,427          | 10   |
| 1915 | 327,116        | 12,884         | 7,605        | 5,279          |                  |                     |                | 10   |
| 1916 | 1,306,140      | 48,320         | 35,954       | 12,366         | 139,496          | 82,735              |                | 10   |
| 1917 | 1,310,248      | 48,440         | 36,404       | 12,036         | 電気供給166,716  | 124,623             |                | 10   |
| 1918 | 1,489,679      | 55,556         | 52,390       | 3,166          | 240,833          | 196,410             | 4,500          | 10   |
| 1919 | 1,686,438      | 76,682         | 61,467       | 15,215         | 315,036          | 264,126             | 4,500          | 10   |
| 1920 | 1,643,505      | 96,905         | 77,951       | 18,954         | 307,349          | 300,291             | 4,500          | 10   |
| 1921 | 1,163,017      | 87,966         | 67,505       | 20,461         |                  |                     |                | 10   |
| 1922 | 958,460        | 68,230         | 62,981       | 5,249          |                  |                     |                | 10   |
| 1923 | 947,915        | 62,056         | 67,703       | ▲ 5,647        | 302,622          | 221,416             | 9,000          | 10   |
| 1924 | 936,295        | 60,149         | 58,831       | 1,318          | 305,246          | 234,075償却金5,586  | 2,975          | 10   |
| 1925 | 884,878        | 58,159         | 56,568       | 1,591          | 310,548          | 222,195償却金10,000 | 3,292          | 10   |
| 1926 | 1,048,835      | 64,380         | 56,401       | 7,979          | 106,120          | 償却金10,000        | 3,552          | 10   |
| 1927 | 1,153,058      | 67,671         | 62,953       | 4,718          | 94,396           | 29,636雑損3,597     | 3,445          | 10   |
| 1928 | 1,220,471      | 68,638         | 64,787       | 3,851          | 電燈電力68,176   | 償却金40,031        | 3,396          | 10   |
| 1929 | 1,379,688      | 73,158         | 64,950       | 8,208          | 電燈電力110,615  | 償却金40,000        | 3,398          | 10   |
| 1930 | 1,064,393      | 61,363         | 58,880       | 2,483          | 電燈電力105,976  | 償却金6,864         | 3,398          | 10   |
| 1931 | 877,123        | 52,747         | 57,818       | ▲ 5,071        | 電燈電力107,887  | 償却金38,470        | 3,144          | 12   |
| 1932 | 835,822        | 47,121         | 54,901       | ▲ 7,780        | 電燈電力107,353  | 償却金104,000       | 3,144          | 12   |

- 鉄道院鉄道統計資料、鉄道省鉄道統計資料、鉄道統計資料、鉄道統計各年度版

### 車両

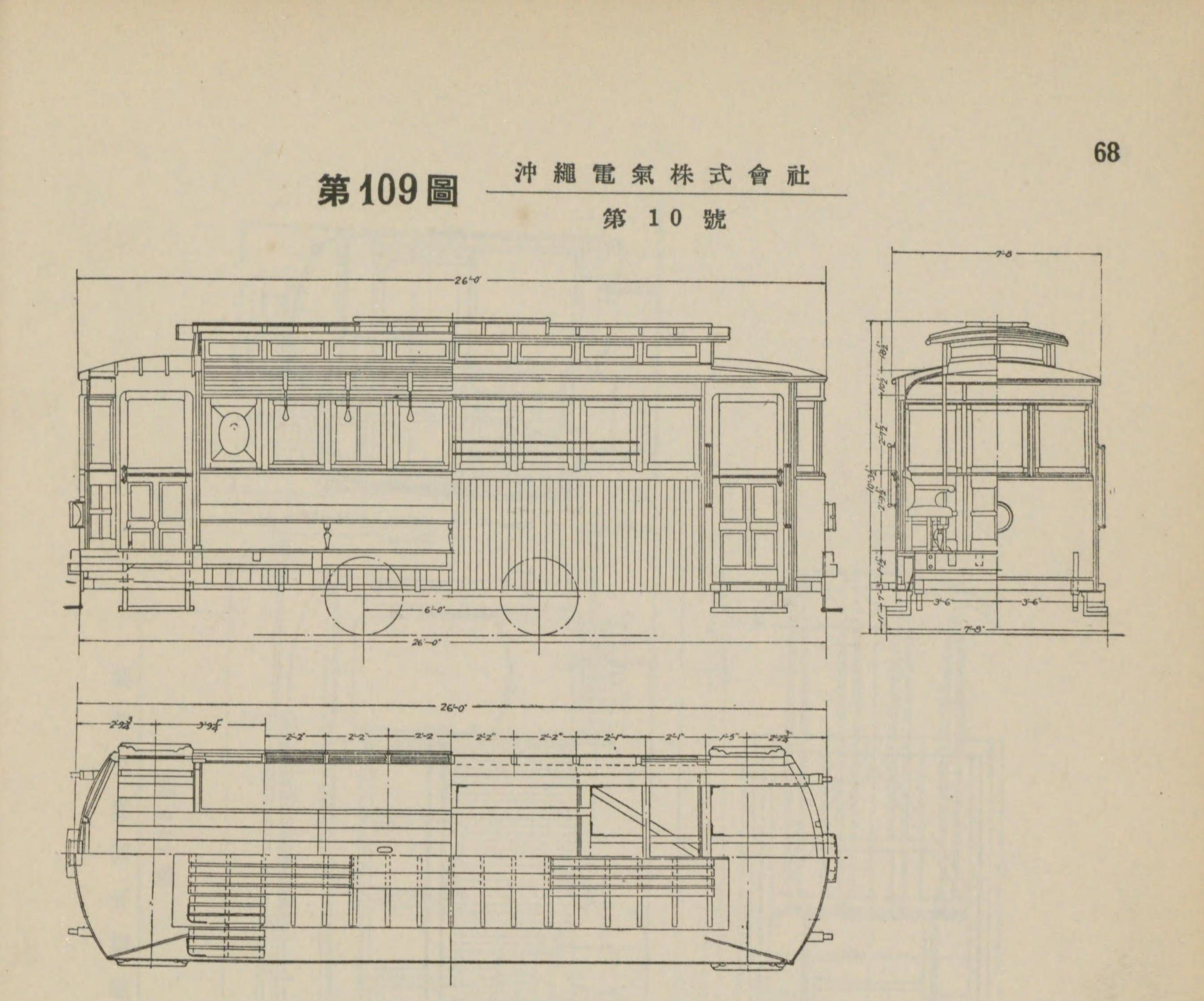
沖縄電気 10号 型式図

すべて木造車体の2軸車で、当時としてはごく標準的な形態の電車であった。
1 - 10号
1912年梅鉢鉄工所製。沖縄電気軌道が発注した電車で、大門前 - 首里間の開業時に導入された。
11・12号
1 - 10号と同じ1912年梅鉢鉄工所製。もともとは京都電気鉄道（後の京都市電）の電車で、1920年（大正9年）に和歌山水力電気が運営する和歌山市内の軌道線（後の南海和歌山軌道線）に移籍。この軌道線の経営が京阪電気鉄道から合同電気に移る直前の1930年（昭和5年）に沖縄電気への譲渡が決まり、翌1931年から運行を開始した。

### 遺構
路線の多くが道路（現在の国道390号、国道58号、県道47号、県道43号、県道29号など）上に敷設された併用軌道であり、廃止後に軌道が撤去されたうえに、後年の沖縄戦で残った遺構も破壊され、現存する遺構は沖縄都ホテルの裏にある橋台のみとされてきた。
2010年（平成22年）になり、那覇市松川の民家の庭先で発見された約5メートルのレールが沖縄電気軌道のものと確認された。廃止後に家の梁として使うために譲り受けたものと推測されている。このレールはその後沖縄都市モノレールに寄贈され、本社内の「ゆいレール展示館」で展示されている。